# Smelfungus
Smelfungus est un personnage fictif imaginé  par Laurence Sterne et apparaissant dans son roman Voyage sentimental à travers la France et l'Italie  (1768). Il s'inspire de Tobias Smollett, l'auteur de Voyages à travers la France et l'Italie  paru deux ans auparavant, en raison des quolibets dont ce dernier affuble les institutions et les us et coutumes des contrées qu'il visite.
Le surnom de  Smelfungus (ayant pour pluriel Smelfungi) est passé dans le langage courant en langue anglaise pour désigner un voyageur bougonnant et peut même s'appliquer à un râleur en général. Du point de vue étymologique, le mot se compose de « smell » (signifiant « sentir » en anglais) et « fungus » (désignant le « champignon » en latin) et peut être rendu par « champignon malodorant », ce qui s'accorde au ton moqueur des critiques visant Tobias Smollett.

## Voyage de Smollett en Europe

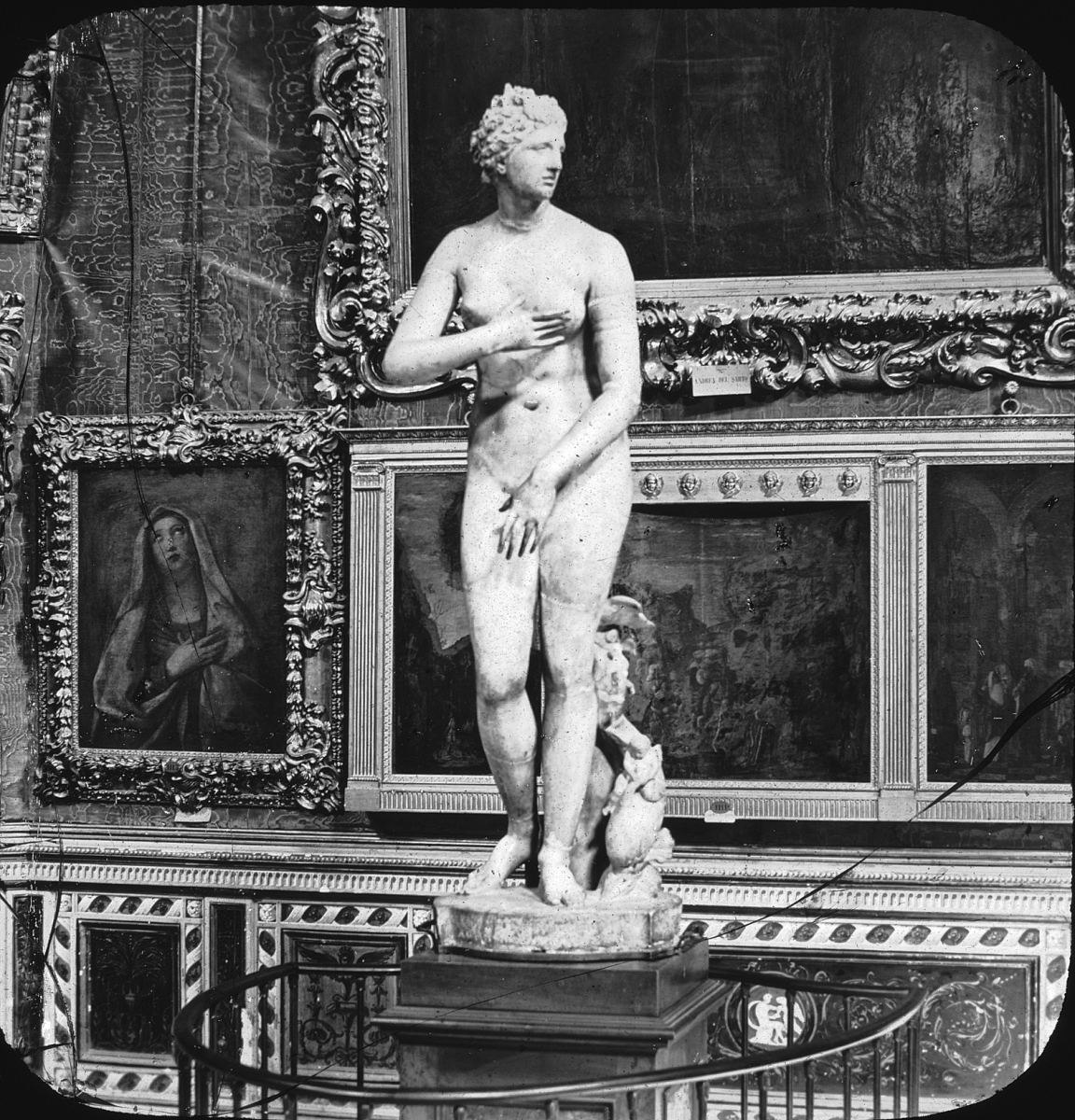
La Venus Pontia, dite de Médicis, de la galerie des offices à Florence, à propos de laquelle Tobias Smollett déclare : I cannot help thinking that there is no beauty in the features of Venus; and that the attitude is aukward and out of character.

Le voyage de Smollett en 1764 s'est effectué à la suite d'un drame familial (le décès de sa fille unique, alors âgée de 15 ans) et alors qu'il avait quelques problèmes de santé, ce qui explique le caractère acerbe de ses commentaires sur les rencontres, les évènements et les lieux qui influèrent sur le cours de son voyage. Ainsi, par exemple, il décrit la Vénus de Médicis comme étant dépourvue de toute « beauté dans ses traits » et affichant une posture mal appropriée - ce qui fit dire à Laurence Sterne qu'il « s'était mis la déesse à dos en la traitant comme une vulgaire catin ».
Certains révisionnistes ont cependant affirmé que le « Smollett » des livres de voyage était un personnage créé intentionnellement, ne représentant pas la voix du narrateur parlant pour lui-même, comme le laisse entendre Sterne sur le ton de la plaisanterie.

## Utilisation comme nom de plume
Au XIXe siècle, Thomas Carlyle prenait le pseudonyme de Smelfungus lorsqu'il voulait porter une critique sévère.
L'écrivain écossais Patrick Proctor Alexander l'adopte à son tour pour signer un appendice humoristique à son ouvrage satirique Mill et Carlyle paru en 1866 dans lequel il met en évidence les contrastes des pensées philosophiques de ces deux auteurs. Ce texte est consacré au personnage de Gottfried Sauerteig qui apparait à plusieurs reprises dans l'œuvre de Carlyle.

## Sources
- (en) Cet article est partiellement ou en totalité issu de l’article de Wikipédia en anglais intitulé « Smelfungus » (voir la liste des auteurs).
- (en) « Smelfungus », dans The Nuttall Encyclopædia, 1900 [détail de l’édition]